# Doubt (манга)
«Doubt» (яп. -ダウト- Дауто, досл. «Сомнение») — манга, автором которой является Ёсики Тоногай. Манга рассказывает о телефонной игре «Rabbit Doubt», в которой игроки должны вычислить «волка», который находится среди них.
Печаталась в журнале Shonen Gangan с июля 2007. Square Enix выпустила первый том манги 22 декабря 2007 года, а последний, четвёртый, 12 февраля 2009 года. Так же лицензирована французской компанией Ki-oon и тайваньской Sharp Point Press

## Сюжет
Однажды четверо увлекающихся телефонной игрой «Rabbit Doubt», аналогом мафии, — Ю Айкава, Эйдзи Хоси, Харука Акэти и Рэй Хадзама — решают встретиться в реальной жизни, чтобы весело провести время. Во время встречи к ним присоединяется подруга Ю — Мицуки Хаяма, и все вместе отправляются в караоке-клуб и теряют сознание при загадочных обстоятельствах. Очнувшись в здании заброшенной психиатрической лечебницы, они встречают ещё одного игрока — Хадзимэ Комабу, а чуть позже обнаруживают труп Рэй Хадзаму и понимают, что теперь им придётся участвовать в беспощадной игре на выживание.

## Персонажи
Ю Айкава (яп. 相川裕 Айкава Ю:) — добрый и отзывчивый парень, единственный у кого нет штрихкода, но он это скрывает. Не хочет верить, что волк — один из них, считает, что в здании прячется ещё один человек.
Мицуки Хояма (яп. 芳山美月 Хо:яма Мицуки) — влюблена в Ю, поэтому и решает присоединиться к компании; единственная кто не является игроком. Добрая, но строгая, в ней чувствуется кровь отца который работал в полиции. Убивала людей под гипнозом. Её штрихкод находится на шее.
Эйдзи Хоси (яп. 星栄治 Хоси Эйдзи) — бывший боксёр; по своему характеру груб и дерзок. Несмотря на то, что ему только 18 он пьёт и курит. По сути он телохранитель Харуки. Его штрихкод находится на левом запястье.
Харука Акэти (яп. 明智はるか Акэти Харука) — весёлая и счастливая, она единственная, кто может приструнить Эйдзи. Её штрихкод находится на груди.
Рэй Хадзама (яп. 羽佐間レイ Хадзама Рэй) — застенчивая девочка на инвалидной коляске. Раньше была известной участницей экстрасенсорных ток-шоу, но после скандала с разоблачением её способностей пыталась покончить жизнь самоубийством. Умеет гипнотизировать людей, чем воспользовалась, чтобы убить остальных персонажей при помощи Мицуки. Её штрихкод находится на ноге.
Хадзимэ Комаба (яп. 駒馬一 Комаба Хадзимэ) — загадочный юноша о котором практически ничего не известно, из-за этого становится главным подозреваемым. Его штрихкод находится на руке.

## Список глав
| № | Дата публикации      | ISBN                   |
| --- | -------------------- | ---------------------- |
| 1 | 22 декабря 2007 года | ISBN 978-4-7575-2180-3 |
| - Doubt 01. [Player] - Doubt 02. [Game Start] - Doubt 03. [Key Item] - Doubt 04. [GO ON]                                               |                      |                        |
| 2 | 22 мая 2008 года     | ISBN 978-4-7575-2278-7 |
| - Doubt 05. [File] - Doubt 06. [Restraint] - Doubt 07. [Traitor] - Doubt 08. [Disappear] - Doubt 09. [Incoming] - Bonus [Zombie Oldie] |                      |                        |
| 3 | 22 октября 2008 года | ISBN 978-4-7575-2404-0 |
| - Doubt 10. [Compulsion] - Doubt 11. [Parting] - Doubt 12. [Solution] - Doubt 13. [An End] - Doubt 14. [Reason]                        |                      |                        |
| 4 | 22 мая 2009 года     | ISBN 978-4-7575-2563-4 |
| - Doubt 15. [Last Chance] - Doubt 16. [Avenger] - Doubt 17. [Photo] - Doubt 18. [Lost] - Doubt 19. [Truth] - Doubt 20. [Eding]         |                      |                        |

## Медиа

### Drama CD
Drama CD Doubt (яп. ドラマCDダウト Doubt CD Drama) представляет собой стилизованный под радиопостановку первый том манги. Drama CD вышел 27 мая 2009 года.
Список треков:
1. GATHERING (яп. 収集 GATHERING)
2. AREA (яп. エリア AREA)
3. CIRCLE (яп. サークル CIRCLE)
4. LIAR (яп. うそつき LIAR)
5. FANG (яп. 牙 FANG)
6. SOLILOQUY (яп. 独り言 SOLILOQUY)

### Бонусы и продолжение
Для второго тома была нарисована бонусная манга — Zombie Oldi — о парне, который мог соединяться со своими мёртвыми родственниками.
В январе 2010 года в Monthly Shōnen Gangan начался выход продолжения под названием Judge.

## Отзывы
| Зрительский рейтинг     | Зрительский рейтинг     | Зрительский рейтинг     |
| (на 25 октября 2010 г.) | (на 25 октября 2010 г.) | (на 25 октября 2010 г.) |
| ----------------------- | ----------------------- | ----------------------- |
| Сайт                    | Оценка                  | Голосов                 |
| Anime News Network      | · ссылка                | 122                     |

Четвёртый том занял четырнадцатое место в TOP-30 недели с 18 по 22 мая, было продано 45 770 копий. На следующей неделе, с 25 по 30 мая, четвёртый том поднялся до десятого места с результатом 47 323 проданных копий.
Читатели отмечают качество прорисовки манги, а также тёмную и пугающую атмосферу. Однако некоторые винят концовку в излишней натянутости и нелогичности.